# حدبة عانية
الحَدَبَةُ العانِيَّة (بالإنجليزية: Pubic tubercle)‏، هو نتوء حدبي بارز إلى الأمام، يقع في الحدود العلوية من الجانب الأنسي العلوي للفرع العاني. يرتكز رباط أصل الفخذ على الحدبة العانية.

## روابط خارجية
- صور تشريحية:35:os-0106 في مركز داونستيت الطبي التابع لجامعة نيويورك - "Anterior Abdominal Wall: Osteology and Surface Anatomy"
- صور تشريحية:44:st-0719 في مركز داونستيت الطبي التابع لجامعة نيويورك - "The Male Pelvis: Hip Bone"
- أطلس تشريح جامعة ميشيغان abdo_wall65 - "The Coverings of the Inguinal Canal, External & Internal Oblique & Transversus Abdominis Removed"
- درسٌ تشريحي حول pelvis مُعدٌ بواسطة ويسلي نورمان (جامعة جورجتاون). (pelvissuperior2, pelvislateral, pelvisinside)
- Photo at nysora.com
- Photo of dissection at chula.ac.th
- Article and diagram at studentbmj.com